# Pax Assyriaca

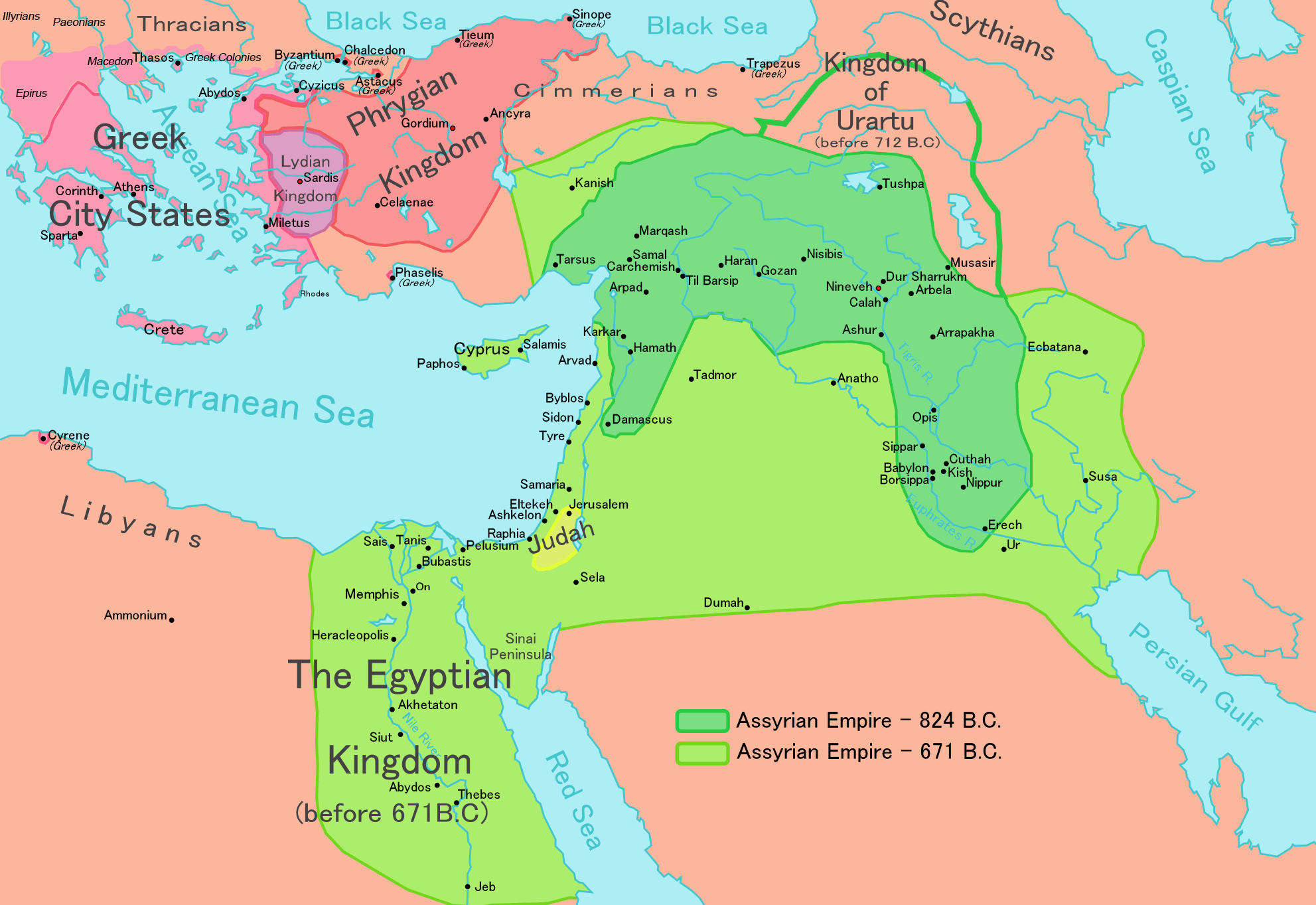
Карта Ассирії в період найбільшого розвитку

Pax Assyriaca (Пакс Ассиріка, з лат. Ассирійський мир) — відносно довгий період миру в Новоассирійському царстві впродовж VII ст. до н. е. (700–630/620 рр. до н. е.). Термін вживається за аналогією з Pax Romana — римським миром.
Більша частина Ассирійського миру припала на правління Ашшурбаніпала, останнього великого царя Ассирія, за якого держава набула найвищого розвитку. Також у той період, перед Ашшурбаніпалом, Ассирією правили Сін-аххе-еріба і Асархаддон. Проте невдовзі після смерті Ашшурбаніпала період миру завершився. Ассирія занепала і була знищена.